# Miklesz
Miklesz – wieś w Polsce, położona w województwie łódzkim, w powiecie sieradzkim, w gminie Złoczew.
| SIMC    | Nazwa | Rodzaj    |
| ------- | ----- | --------- |
| 0722621 | Kresy | część wsi |

W latach 1975–1998 miejscowość administracyjnie należała do województwa sieradzkiego.